# مونيكا ايسبوسيتو
مونيكا ايسبوسيتو (بالإيطالية: Monica Esposito)‏ هي أستاذة جامعية إيطالية، ولدت في 7 أغسطس 1962 في جنوة في إيطاليا، وتوفيت في 10 مارس 2011 في كيوتو في اليابان بسبب انصمام رئوي.